# Жихівська сільська рада
Жи́хівська сільська́ ра́да — колишній орган місцевого самоврядування в Середино-Будському районі Сумської області. Адміністративний центр — село Жихове.

## Загальні відомості
- Населення ради: 1 216 осіб (станом на 2001 рік)

## Населені пункти
Сільській раді були підпорядковані населені пункти:
- с. Жихове
- с. Гутко-Ожинка
- с. Красичка
- с-ще Нова Спарта
- с. Рудня

## Склад ради
Рада складалася з 12 депутатів та голови.
- Голова ради: Артеменко Олександр Іванович

### Керівний склад попередніх скликань
| Прізвище, ім'я, по батькові  | Основні відомості                                                             | Дата обрання | Дата звільнення |
| ---------------------------- | ----------------------------------------------------------------------------- | ------------ | --------------- |
| Кірієнко Надія Василівна     | Сільський голова, 1966 року народження, позапартійна                          | 26.03.2006   | 31.10.2010      |
| Артеменко Олександр Іванович | Сільський голова, 1967 року народження, освіта середня загальна, безпартійний | 31.10.2010   |                 |

Примітка: таблиця складена за даними сайту Верховної Ради України